# A Lawless Street
A Lawless Street (bra Obrigado a Matar) é um filme de faroeste de 1955, dirigido por Joseph H. Lewis.

## Elenco
- Randolph Scott como Xerife Calem Ware
- Angela Lansbury como Tally Dickinson
- Warner Anderson como Hamer Thorne
- Jean Parker como Cora Dean
- Wallace Ford como Dr. Amos Wynn
- John Emery como Cody Clark
- James Bell como Asaph Dean
- Ruth Donnelly como Molly Higgins
- Harry Antrim como Mayor Kent
- Michael Pate como Harley Baskam
- Don Megowan como Dooley